# 莫斯堡 (克恩顿州)
莫斯堡 (克恩顿州)是奥地利克恩顿州克拉根福兰县的一个市镇。总面积36.76平方公里，总人口4492人，人口密度122.2人/平方公里（2005年）。